# Глобальні ініціативи щодо запобігання розповсюдження
Глобальні ініціативи щодо запобігання розповсюдження (англ. Global Initiatives for Proliferation Prevention, GIPP) — програма Національної адміністрації з ядерної безпеки Міністерства енергетики США.
Метою програми є запобігання передачі технологій зброї масового знищення терористам і проблемним державам, що досягається шляхом надання стабільної мирної роботи колишнім ученим, інженерам і технічним фахівцям оборонних підприємств. Програма фінансує проекти технологічної співпраці з колишніми радянськими інститутами, що займались питаннями ядерної, хімічної, біологічної зброї і ракетних систем. В процесі розвитку комерційних технологій в співпраці з промисловими підприємствами і національними лабораторіями США задіяно 16 000 колишніх співробітників підприємств сфери ЗМЗ. У рамках програми створюються нові підприємства і нові робочі місця в усіх чотирьох державах-учасниках: в Росії, Україні, Казахстані і США.

## Історія

Програму «Ініціативи по щодо запобігання розповсюдженню» (англ. Initiatives for Proliferation Prevention, IPP) було засновано в 1994 році із початковим бюджетом $35 мільйонів на два роки. Надалі програма фінансувалась в межах $22 — $32 млн на рік. У 2006 році програму було розширено і вона отримала нову назву — «Глобальні ініціативи щодо запобігання розповсюдженню». Програма охоплює ініціативи із співпраці з ядерними містами та працює із колишніми науковцями військового комплексу сфери зброї масового знищення у Лівії та Іраку. З 1994 року GIPP була зосереджена переважно на нерозповсюдженні зброї масового знищення та на науковцях із теренів колишнього Радянського Союзу. На сьогодні, хоча колишні оборонники СРСР є першочерговою ціллю програми, модель GIPP також застосовується для запобігання нових ризиків розповсюдження в інших регіонах чи країнах.

## Співпраця
У Глобальних ініціативах щодо запобігання розповсюдженню беруть участь 10 лабораторій Міністерства енергетики США, один завод Міненергетики, центральний та регіональні офіси Міненергетики та більш ніж 90 американських компаній (серед них Тихоокеанська північно-західна національна лабораторія, Ліверморська національна лабораторія ім. Лоуренса, Лос-Аламоська національна лабораторія, Брукхевенська національна лабораторія, Завод Канзас-Сіті). Учасники в межах цієї програми залучені до майже 300 видів співпраці та близько 130 проектів з понад 200 інститутами СНД в Росії, Україні, Казахстані, Вірменії, Грузії та Білорусі. В межах програми створюються нові підприємства та нові робочі місця як в США так і на теренах СНД.

## Сфери співпраці
GIPP підтримує розвиток технологій у партнерстві з експертами з ядерного, біологічного та хімічного озброєння, а також із персоналом ракетних систем. Проекти за попередні роки можна в загальному згрупувати у наступні сфери технологій:
- прискорювачі,
- сільсько-господарські поживні мікроелементи та біопестициди,
- біотехнології,
- енергетика,
- довкілля,
- виробництво,
- матеріали,
- медичні пристрої,
- менеджмент програм,
- науково-дослідна діяльність,
- сенсори та апаратура,
- розробка програмного забезпечення,
- організація ліквідації відходів.